# 泰娜拉·桑托斯
泰娜拉·桑托斯（葡萄牙語：Tainara Lemes Santos，2000年3月9日—），巴西女子排球运动员，2022年世界女子排球锦标赛银牌得主、2023年泛美运动会女子银牌得主、2024年夏季奥林匹克运动会女子铜牌得主。